# Paolo Carignani
Paolo Carignani (Milano, 13 ottobre 1961) è un pianista e direttore d'orchestra italiano.

## Biografia
Si è diplomato al conservatorio Giuseppe Verdi di Milano in organo, pianoforte e composizione. Successivamente ha partecipato a Milano a corsi di direzione d’orchestra tenuti dal maestro Alceo Galiera e viene invitato a frequentare una Masterclass a Hilversum nei Paesi Bassi, dove viene scelto per dirigere il concerto finale al Concertgebouw di Amsterdam.
Dopo aver diretto concerti, recital e opere in festival come quello dei Due Mondi di Spoleto, allo Sferisterio di Macerata, al Rossini Opera Festival e a Martina Franca, in teatri come a Roma, Napoli, Genova, Palermo, Bologna e con orchestre come quella della RAI di Torino, la Verdi di Milano, l'Orchestra Sinfonica di Palermo, la Haydn di Bolzano e Trento, l'Orchestra della Toscana e tanti altri, è stato sempre più spesso invitato a dirigere all'estero.
Dalla RAI in diretta televisiva sono stati trasmessi i Concerti in Piazza del Festival dei Due Mondi di Spoleto nel 1992 e nel 2000, la Carmen di Bizet nel 1995 e il concerto tenutosi al Quirinale, alla presenza del Presidente della Repubblica Oscar Luigi Scalfaro, per la Festa della Repubblica, nel 1996.
A Spoleto ha ricevuto inoltre il premio della critica Principe di Galles per la direzione delle Nozze di Figaro di Mozart, dal Principe Carlo d'Inghilterra.
È presente nei cartelloni della Staatsoper di Vienna, di Monaco di Baviera, alla Deutsche Oper e alla Staatsoper Berlin, al Met di New York e al War Memorial di San Francisco, a Dallas, a Tokyo, Zurigo, alla Bastille di Parigi, al Gran Teatro del Liceu di Barcellona, al Covent Garden di Londra, a Amsterdam, al Glyndebourne Festival, Amburgo, Oslo e altri.
Dal 1999 al 2008 Carignani è Generalmusikdirektor del Teatro dell'Opera di Francoforte e Direttore Musicale della stagione concertistica della Frankfurter Museumsorchester.
Accanto ai suoi impegni con la Museumsorchester ha lavorato per il sinfonico recentemente con i Münchner Philharmoniker, la Gothenburg Symphony Orchestra, la Detroit Symphony Orchestra, con la Yomiuri Nippon Symphony Orchestra, la Junge Deutsche Philharmonie, la National Youth Orchestra of the Netherlands, le orchestre radiofoniche del WDR di Colonia, del ORF di Vienna, la Netherlands Radio-Symphony Orchestra, con la Deutsche Sinfonie Orchester Berlin, l'Orchestre de la Suisse Romande, l'Orchestra Sinfonica di Lione e altri.
Il 14 febbraio 2013 ha diretto l'Orchestra Filarmonica Olandese (Nederlands Philharmonisch Orkest) al concerto di San Valentino al Concertgebouw di Amsterdam.